# Gammeldags tro
"Gammeldags tro" är en sång från 1999 skriven av Pugh Rogefeldt. Den finns med på albumet Maraton (1999), Rogefeldt första på sju år.
Låten låg 22 veckor på Svensktoppen mellan den 20 november 1999 och 29 april 2000. Låten låg som bäst på en andraplats. Den tog sig inte in på singellistan.
Per Gessle medverkar på tramporgel.

### Fotnoter
1. ↑  ”"Gammeldags tro"”. Svensk mediedatabas. Arkiverad från originalet den 7 juni 2025. https://web.archive.org/web/20250607112026/https://smdb.kb.se/catalog/search?q=pugh+rogefeldt+vandrar+i+ett+regn&sort=OLDEST. Läst 20 januari 2013.
2. ↑  ”Svensktoppen 1999”. Sveriges Radio. http://sverigesradio.se/p4/svetop/1999/991120sv.htm. Läst 20 januari 2013.
3. ↑  ”Svensktoppen 2000”. Sveriges Radio. http://sverigesradio.se/p4/svetop/2000/000429sv.htm. Läst 20 januari 2013.
4. ↑  ”Pugh Rogefeldt”. Hitparad. http://hitparad.se/showitem.asp?interpret=Pugh+Rogefeldt&titel=Bolla+och+rulla&cat=s. Läst 20 januari 2013.
5. ↑  ”Maraton”. Pugh.adicon.se. http://pugh.adicon.se/. Läst 20 januari 2013.